# Росси, Саломоне
Саломоне деи Росси (итал. Salamone Rossi и Salomone Rossi; 19 августа 1570, Мантуя — 1630, Мантуя) — итальянский композитор, певец, скрипач эпохи раннего барокко.

## Жизнь и творчество
Саломоне Росси происходил из старинной еврейской фамилии, осевшей в Италии ещё при римском императоре Тите. В молодости прославился мастерской игрой на виоле. В 1587 году был приглашён как певец и скрипач мантуанским герцогом Винченцо I Гонзага к его двору. К этому времени в Мантуе, также приглашённая герцогом, находилась в качестве певицы сестра С. Росси, Европа. Вскоре С. Росси занимает пост капельмейстера, его инструментальные и вокальные композиции становятся в Италии широко известны. Подражая своему кумиру, Клаудио Монтеверди, С. Росси в 1589 году выпускает собрание из 19 канцонетт для трёх голосов. При этом речь идёт о танцеподобных пьесах для пения или игр, а также мадригалах, балетах и вилланеллах. Пост придворного скрипача С. Росси занимал вплоть до 1622 года. Следы его теряются после 1628 года. Предположительно, он погиб вследствие вызванных австрийским наступлением во времена войны за Мантуанское наследство антисемитских погромов либо последовавших за этим эпидемий

## Сочинения
Наибольших успехов С. Росси добился в своих композициях инструментальной музыки. В 1607—1608 годах он издаёт двухтомник с симфониями для 3-х и 4-х голосов — короткие, достаточно простые, как правило, разделённые на две части пьесы. В то же время его «Terzo Libro» (1613) и «Quarto Libro» (1622) представляют собой пьесы-сонаты, в связи с чем С. Росси может рассматриваться как создатель трио-сонаты эпохи барокко — то есть сонаты, исполняемой двумя инструментами (у Росси — скрипкой или корнетом), сопроводающими Basso continuo. Опубликовал в Италии около 150 своих сочинений в области светской музыки.
Благодаря знакомству с Леоне де Модена, разрешившим декретом раввината в 1605 году использовать в синагогах многоголосую хоровую музыку и пение, С. Росси создаёт также и еврейскую духовную музыку. Так, в 1623 году он пишет т. н. Горние песни (песни Соломона (השירים אשר לשלמה, Ha-Shirim Asher li-Shelomoh), содержавшие восьмиголосое исполнение Адон Олам и кадиша в двух вариантах. По своему стилю эти сочинения относятся к музыке раннего барокко и исполнялись при праздновании шаббата и иных иудейских религиозных праздников в синагоге.
Приблизительно через 200 лет после смерти композитора, во время своей поездки по Италии, барон Эдмон де Ротшильд случайно приобрёл собрание старых нотных записей, содержавших 52 музыкальных произведения, подписанных именем «Salamone Rossi Ebreo» («еврей Саламоне Росси»). Вернувшись в Париж, он передал обнаруженные им музыкальные сочинения кантору парижской синагоги.

## Избранные работы (кроме вышеназванных)
- I bei ligustri, для 3-х голосов
- Correte amanti, для 3-х голосов
- S’el Leoncorno, для 3-х голосов

- Мадригалы
  - Cor Mio, для 5 голосов
  - Dir mi che piu non ardo, для 5 голосов

- Инструментальная музыка
  - Il primo libro delle sinfonie e gagliarde a 3-5 voci (1607)
  - Il secondo libro delle sinfonie e gagliarde a 3-5 voci (1608)
  - Il terzo libro de varie sonate, sinfonie (1613)
  - Il quarto libro de varie sonate, sinfonie (1622)

- Еврейская духовная музыка
  - Adon 'olam (8 голосов) piyyut
  - 'Al naharot bavel (4 г.) Ps.137
  - Barekhu (3 г.) prayer
  - Barukh haba beshem Adonai (6 г.) Ps.118:26-29
  - Eftah na sefatai (7 г.) piyyut
  - Eftah shir bisfatai (8 г.) piyyut
  - Ein keloheinu (8 г.) piyyut
  - Ele mo’adei Adonai (3 г.) Lev.23:4
  - Elohim hashivenu Ps.80:4,8,20
  - Haleluyah. Ashrei ish yare et Adonai (8 г.) Ps.112
  - Haleluyah. Haleli nafshi (4 г.) Ps.146
  - Haleluyah. Ode Adonai (8 г.) Ps.111
  - Hashkivenu (5 г.) prayer
  - Keter yitenu lakh (4 г.) Great kedusha
  - Lamnatseah 'al hagitit (5 г.) Ps.8
  - Lamnatseah 'al hasheminit (3 г.) Ps.12
  - Lamnatseah binginot mizmor shir (3 г. или 4 г.) Ps.67
  - Lemi ehpots (3 г.) Wedding ode
  - Mizmor le’Asaf. Elohim nitsav (3 г.) Ps.82
  - Mizmor shir leyom hashabat (6 г.) Ps.92
  - Shir hama’alot leDavid. Lulei Adonai (6 г.) Ps.124 ,
  - Shir hama’alot. Esa’einai (5v) Ps. 121 — Milnes Vol. I
  - Yitgadal veyitkadesh (3 г.) Full kaddish
  - Yitgadal veyitkadesh (5 г.) Full kaddish